# 塩浸温泉

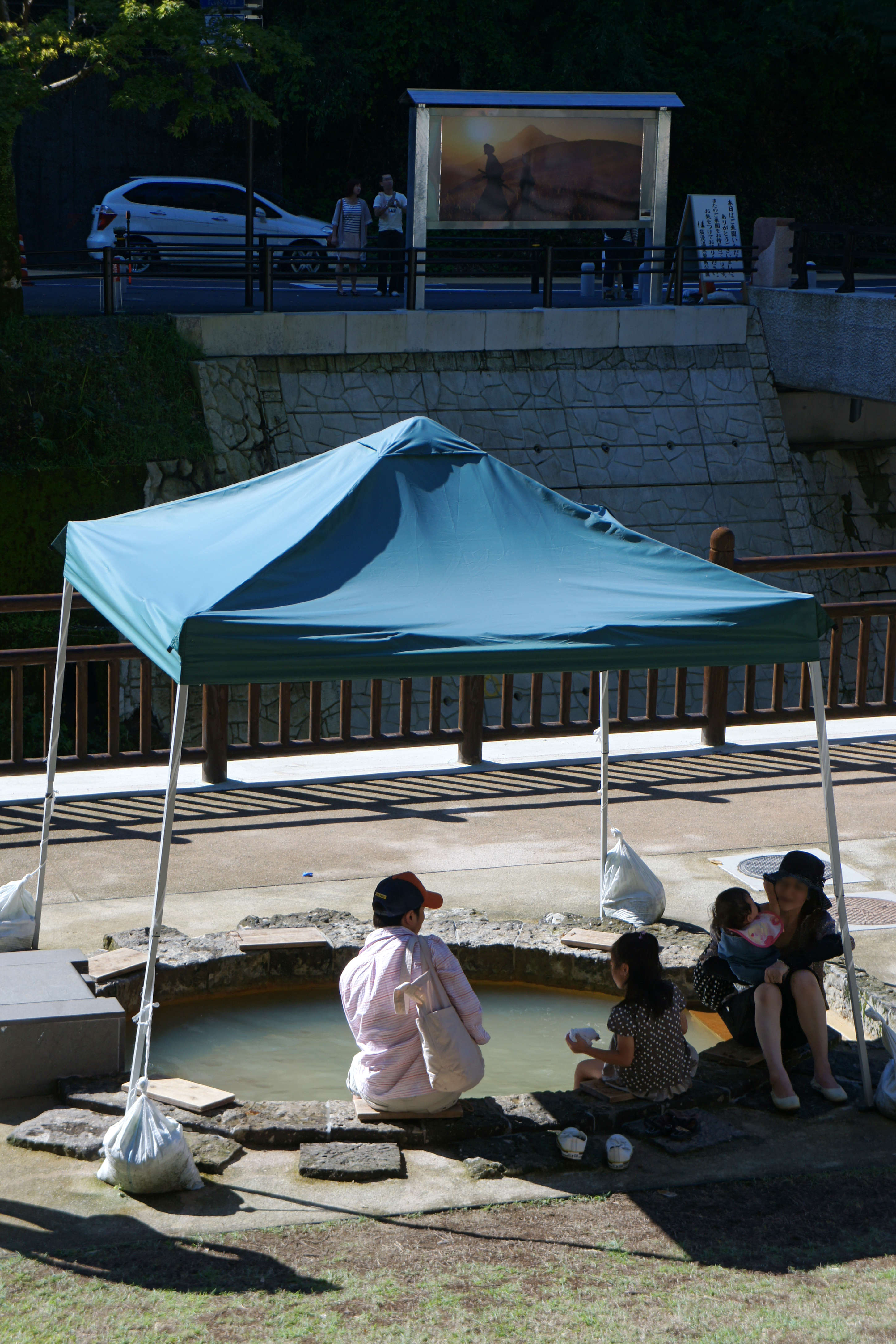
龍馬とお龍の縁結びの足湯

塩浸温泉（しおびたしおんせん、しおひたしおんせん）は、鹿児島県霧島市牧園町宿窪田3606番地（旧国大隅国）に位置する温泉である。鶴の湯とも呼ばれる。新川渓谷温泉郷に属する温泉群のひとつであり、周辺は天降川（新川）水系石坂川の渓谷となっている。国道223号沿いにあり、付近に塩浸発電所がある。2010年（平成22年）の改装オープンに伴い、塩浸温泉龍馬公園（しおひたしおんせんりょうまこうえん）となっている。

## 歴史
1806年（文化3年）頃に発見され、温泉で鶴が傷を癒していたことから鶴の湯と呼ばれるようになった。古くから切り傷や胃腸病に効能があるとされていた。安政年間、国分に住む丸山栄右衛門が浴場を設けたが数年で廃止されている。1866年5月1日（慶応2年3月17日）に坂本龍馬・お龍夫妻が訪れた。この時に夫妻が入浴したとされる湯船が脇の川沿いに残されている。
1867年（慶応3年）、福山郷に住む岡本助八が浴場を設け、戊辰戦争の負傷兵に効能があったとして一躍有名となった。付近の川岸に「塩牡蠣」（地元では白色の固形物を表す）が付いていたことから塩浸温泉と呼ばれるようになり、薩摩藩によって道路や温泉施設が整備された。1885年（明治18年）に暴風雨の被害があったものの再興している。
1969年（昭和44年）に牧園町営塩浸温泉センター（後に塩浸温泉福祉の里）が開業し、1989年（平成元年）11月23日に「坂本龍馬・お龍新婚湯治の碑」が建てられた。しかし、建物が老朽化してきたことから2009年（平成21年）3月末限りで入浴施設は一旦閉鎖となった。その後、新たな入浴施設と公園、坂本龍馬や観光に関連した資料を展示する施設を整備する工事が実施され、2010年（平成22年）5月1日に塩浸温泉龍馬公園として再開業した。公園の総面積は1,795平方メートル、総事業費約2億6800万円となっている。

## 施設
入浴施設は石坂川の東側の狭いスペースに建てられており、2つの異なる源泉から引かれた温泉がある。老朽化していた管理棟は取り壊されて、入浴施設として使われていた2棟のうちの1棟は龍馬資料館「この世の外」に改造されている。男湯は「龍馬の湯」、女湯は「お龍の湯」の名前で、床面積155.97平方メートルである。資料館は面積77.28平方メートルで、2011年（平成23年）3月31日までは大河ドラマ『龍馬伝』の記念展示を行っている。また無料の足湯「龍馬とお龍の縁結びの足湯」が設置されている。入浴施設の北側に「坂本龍馬・お龍新婚湯治の碑」が立てられている。龍馬とお龍の像は、彫刻家楠元香代子の手による。
石坂川を挟んで西側を国道223号が通っており、すぐ北側で石坂川を横断している。2010年（平成22年）の新装開業までは、国道からは温泉施設へ入る専用の「つるのゆばし」という橋が架けられていた。この橋は、下部にかつて使われた橋がそのまま残されており、その上に新たな橋が掛けなおされている二段構造であった。上の橋も、1967年の国道開通時に低い位置にあった橋を嵩上げしたものであった。2010年（平成22年）の改装にあたってこれらの橋は撤去され、新しい「塩浸温泉橋」が架けられている。

## アクセス
鹿児島空港・JR国分駅より鹿児島交通バス霧島いわさきホテルゆき乗車、塩浸温泉下車すぐ。